# Hemieuxoa secreta
Hemieuxoa secreta là một loài bướm đêm trong họ Noctuidae.